# Kelly Overton
Pour les articles homonymes, voir Overton.
Kelly Overton, née le 12 novembre 1978 est une actrice, scénariste, réalisatrice et productrice américaine.

## Biographie
Kelly Overton a grandi à Wilbraham dans le Massachusetts, et a étudié à l’université American Academy of Dramatic Arts à New York, où elle a obtenu un diplôme et un prix.

### Carrière
Kelly Overton commence sa carrière à la télévision en 2000 dans le rôle de Rainn Wilkins dans plusieurs saisons de la série américaine La Force du destin (All My Children). À partir de 2002, et durant cinq années, elle monte sur scène au théâtre de Broadway à New York, avant de déménager et de s’installer à Los Angeles en Californie, où elle travaille pour le cinéma et la télévision. En 2008, avec son mari Judson Morgan Pearce, elle écrit, réalise, et produit le film The Collective dans lequel elle tient elle aussi un rôle. Enfin, en 2010 Kelly joue dans le film fantastique Tekken, interprétant Christie Monteiro.
En dehors de ces films, Kelly Overton est aussi connue pour les nombreuses émissions télévisées américaines qu’elle est chargée de présenter.

### Vie privée
Kelly s’est mariée à l’acteur Judson Pearce Morgan (en) en  2004. Ensemble, ils ont deux filles nées en 2011 et 2017, et un fils né en 2019.

## Filmographie

### Cinéma
- 2003 : Une si belle famille (It Runs in the Family) : Erica
- 2004 : Breaking Dawn : Eve
- 2005 : Le Cercle 2 (The Ring Two) : Betsy
- 2005 : The Double (Court-métrage) : Une passagère
- 2006 : You Did What? : Day
- 2007 : The Wager (en) : Tessa
- 2008 : Outsource (Court-métrage) : Alice
- 2008 : The Collective : Tyler Clarke
- 2009 : Under New Management : Julie Capp
- 2010 : In My Sleep (en) : Ann
- 2010 : Tekken : Christie Monteiro

### Télévision

#### Séries télévisées
- 2000 - 2001 : La Force du destin (All My Children) (Série TV) : Rain Wilkins
- 2002 : The Job : Une adolescente
- 2003 : FBI : Portés disparus (Without a Trace) : Audrey Rose
- 2003 : The Practice : Debbie Huber
- 2004 : Division d'élite (The Division) : Cheryl Madison
- 2004 : Trois filles, trois mariages, un tour du monde ! (Wedding Daze) : Dahlia Landry
- 2005 : The Studio : Heather Falls
- 2006 : Les Experts : Manhattan (CSI: NY) : Lynette Richmont
- 2006 : Close to Home : Juste Cause (Close to Home) : Lori Hulse
- 2007 : Cold Case : Affaires classées : Johanna Kimbal - 1981
- 2007 : American Masters : une invitée à la soirée
- 2007 : Esprits criminels (Criminal Minds) : Ranger Lizzie Evans
- 2007 : Numb3rs : Andrea Barton/Tracy Meade
- 2008 : Psych : Enquêteur malgré lui : Ashley
- 2009 : Médium : Robin Aaronson
- 2009 : Les Experts : Miami (CSI: Miami) : Kaitlyn Sawyer
- 2009 : NCIS : Enquêtes spéciales : Détective Megan Hanley
- 2009 - 2010 : Three Rivers : Det. Rena Yablonski
- 2011 : US Marshals : Protection de témoins (In Plain Sight) : Grace Haddick/Grace Littleton
- 2012 - 2013 : True Blood : Rikki Naylor
- 2012 - 2013 : Beauty and the Beast : Claire Sinclair
- 2014 : Unforgettable : Emily Swain
- 2015 : Legends : Nina Brenner
- 2016 - 2021 : Van Helsing : Vanessa Helsing (rôle principal - 65 épisodes)
- 2023 : S.W.A.T. : Eva Durant

#### Téléfilms
- 2006 : Desolation Canyon (en) : Olivia Kendrick
- 2006 : Désolation (Desperation) : Cynthia Smith
- 2006 : Twenty Questions : Kate Lewis
- 2010 : Meurtre à l'Irlandaise (Madso War) : Cheryl Keane
- 2011 : Ricochet : Detective Deedee Bowen
- 2014 : De retour vers Noël (Correcting Christmas) : Ali